# 吕荧
吕荧（1915—1969），生于安徽省天长市，山东大学中文系主任，教授，主讲文艺理论课程，中国美学“美在主观”学派代表人物。

## 生平
- 1935年，考入北京大学历史系。[2]
- 1941年，毕业于西南联大。
- 1946年，任贵州大学历史系副教授。[3]
- 1950年，受华岗邀请，担任山东大学中文系主任，教授，主讲文艺理论课程。
- 1954年，加入中国作协并被聘为《人民日报》文艺部顾问。
- 1955年6月至1956年5月，受胡风反革命集团案受株连被隔离审查。
- 1966年6月，被公安部以“胡风反革命集团分子影响社会治安”为由收容强制劳动。
- 1969年3月5日，病逝于北京清河劳改农场。
- 1979年5月，公安部予以平反、恢复了政治名誉。